# Mitsubishi Power Europe GmbH

Logo des Vorgängerunternehmens Hitachi Power Europe (bis Ende 2013)

Die Mitsubishi Power Europe GmbH ist ein Unternehmen der japanischen Mitsubishi Heavy Industries Group (MHIP Group) mit Standort in Duisburg.
Die Firma entstand im Zuge des Zusammenschlusses der Sparten für Wärmekraftwerke von Mitsubishi Heavy Industries (65 % Anteil am neuen Unternehmen) und Hitachi (35 %) zur Mitsubishi Hitachi Power Systems, Ltd., welche alleinige Mutterfirma der Mitsubishi Hitachi Power Systems Europe GmbH ist.
Bis zum 31. Januar 2014 firmierte der Unternehmensteil der Hitachi-Gruppe unter dem Namen Hitachi Power Europe GmbH, 2020 dann die Umbenennung in Mitsubishi Power Europe GmbH.

## Geschäftsfelder und Produkte
Das Unternehmen plant und baut fossil befeuerte schlüsselfertige Kraftwerke. Zum Lieferprogramm gehören ebenso Kernkomponenten wie etwa Mahlanlagen, Umwelttechnik, Großdampferzeuger oder Turbinen.
Innerhalb des global aktiven Hitachi-Konzerns ist die Hitachi Power Europe verantwortlich für die Märkte in Europa, den ehemaligen GUS-Staaten, Afrika sowie im Mittleren und Nahen Osten. Zudem betreut Hitachi Power Europe die globalen Investitionen der europäischen Stromproduzenten.

### Neubau E.ON-Kraftwerksblock
Ende 2006 gab das Unternehmen bekannt, dass es vom Energieversorger E.ON den Auftrag erhalten habe, vier Großdampferzeuger für Kraftwerksneubauten zu fertigen. Mit einem Auftragsvolumen von 1,2 Mrd. € sei dieser Auftrag der erste in Deutschland neu gebaute Kraftwerkskonvoi seit den sechziger Jahren.

### Dampfkesselbau
Die damalige Hitachi Power Europe GmbH übernahm zum 1. Juli 2007 die Mehrheit an dem traditionsreichen Druckteilfertiger Meeraner Dampfkesselbau GmbH, der hochwertige Kernkomponenten für kohlegefeuerte Kraftwerke herstellt.

### Stahlbau
Im Zuge eines Asset Deals übernahm Hitachi Power Europe im Jahre 2008 bis zum Jahr 2017 die insolvente Donges Stahlbau GmbH aus Darmstadt. Das Unternehmen mit seinen 350 Mitarbeitern hat nun die Aufgabe, als Tochtergesellschaft Donges SteelTec GmbH die Bauteile Kesselgerüste, Kohlebunker, Maschinenhäuser und Nebengebäude für die Kraftwerksbauten zu produzieren. Weitere Produktsparten sind u. a. Brücken-, Luftverkehrs- und Industriebau.

## Geschichte

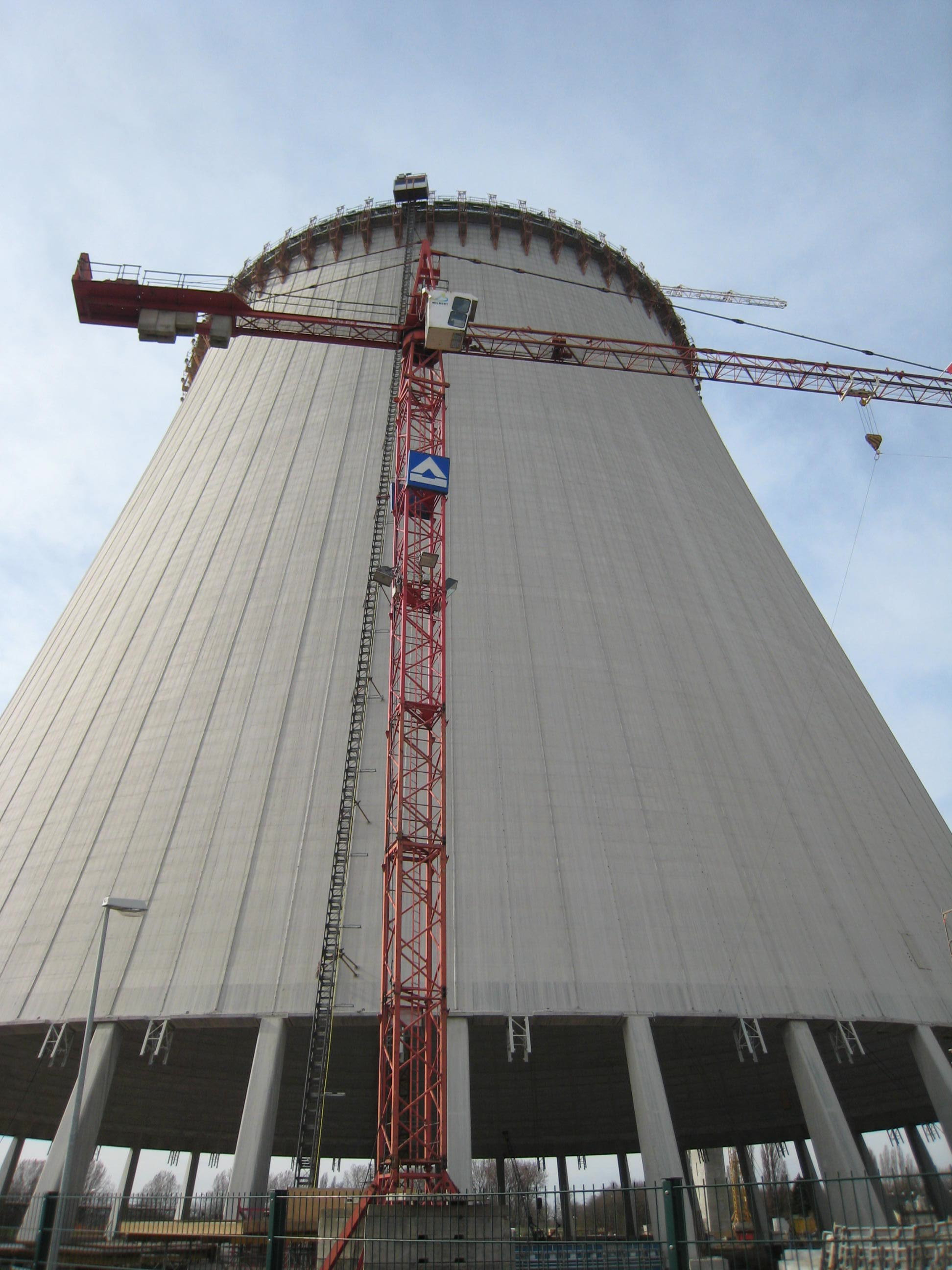
Kraftwerksneubau durch Hitachi Power Europe in Duisburg-Walsum

- Das Unternehmen führt sich zurück auf die „Deutsche Babcock & Wilcox Dampfkesselwerke AG“, die 1898 in Berlin gegründet wurde und 1899 mit der Produktion von Kesseln in Oberhausen begann.
- 2002 entstand die Gesellschaft letztlich als Auffanggesellschaft des Bereichs Energietechnik der insolventen Babcock Borsig AG.
- 2004 – Umfirmierung in Babcock-Hitachi Europe GmbH (BHE) nach vollständiger Übernahme durch den Hitachi-Konzern.
- Nach positiver Entwicklung innerhalb des Hitachi-Konzerns, ist eine Umfirmierung in Hitachi Power Europe GmbH (HPE) zum 1. April 2006 vollzogen worden.
- Seit dem 1. Oktober 2007 befindet sich die Firma am neuen Standort im Duisburger Innenhafen, dem Hitachi Power Office.